# Bogava
Bogava (izvirno srbsko Богава) je naselje v Srbiji, ki upravno spada pod Občino Despotovac; slednja pa je del Pomoravskega upravnega okraja.

## Demografija
V naselju, katerega izvirno (srbsko-cirilično) ime je Богава, živi 459 polnoletnih prebivalcev, pri čemer je njihova povprečna starost 43,3 let (42,0 pri moških in 44,6 pri ženskah). Naselje ima 135 gospodinjstev, pri čemer je povprečno število članov na gospodinjstvo 4,27.
To naselje je, glede na rezultate popisa iz leta 2002, večinoma srbsko, a v času zadnjih treh popisov je opazno zmanjšanje števila prebivalcev.
|  |

| Demografija | Demografija     | Demografija     |
| Leto        | Št. prebivalcev | Št. prebivalcev |
| ----------- | --------------- | --------------- |
|             |                 |                 |
|             |                 |                 |
|             |                 |                 |
|             |                 |                 |
| 1948        | 794             |                 |
| 1953        | 801             |                 |
| 1961        | 771             |                 |
| 1971        | 785             |                 |
| 1981        | 806             |                 |
| 1991        | 735             | 614             |
| 2002        | 724             | 576             |
|             |                 |                 |

| Etnična sestava po popisu iz leta 2002 | Etnična sestava po popisu iz leta 2002 | Etnična sestava po popisu iz leta 2002 | Etnična sestava po popisu iz leta 2002 | Etnična sestava po popisu iz leta 2002 |
| -------------------------------------- | -------------------------------------- | -------------------------------------- | -------------------------------------- | -------------------------------------- |
| Srbi                                   | Srbi                                   |                                        | 573                                    | 99,47%                                 |
| Neznano                                | Neznano                                |                                        | 3                                      | 0,52%                                  |